# Marxismo centrista
O centrismo tem um significado específico dentro do movimento marxista, referindo-se a uma posição entre a revolução e o reformismo. Por exemplo, o Partido Social-Democrata Independente da Alemanha e o Partido Trabalhista Independente (Em Inglês, Independent Labour Party, ou ILP) foram ambos vistos como centristas, por oscilarem entre alcançar uma economia socialista através de reformas, e defender a revolução. Os partidos que pertenciam às chamadas Internacionais dois e meia e três e meia, que não podiam escolher entre o reformismo da Segunda Internacional, social-democrata, e a política revolucionária da Terceira Internacional, comunista, foram também exemplares de centrismo neste sentido. Entre eles, incluía-se o Partido dos Trabalhadores Espanhóis da Unificação Marxista (POUM), o ILP e o Poale Zion.
Para os Trotskistas e outros marxistas revolucionários, o termo "centrista", neste sentido, tem uma associação pejorativa. Descrevem frequentemente o centrismo neste sentido como oportunista, uma vez que defende uma revolução em algum momento no futuro, porém, apela a práticas reformistas. Os socialistas libertários e anarquistas também tendem a ver qualquer reformismo como oportunismo político porque consideram o reformismo como sendo incapaz de efetuar mudanças estruturais na organização social. 
O termo "centrismo" também denota posições ocupadas por alguns dos Bolcheviques durante a década de 1920. Neste contexto, "centrismo" refere-se a uma posição entre a Oposição de Direita, que apoiou a Nova Política Económica e relações amigáveis com países capitalistas; e a Oposição de Esquerda, que apoiou uma transição imediata para uma economia socialista e uma revolução mundial. No final dos anos 20, as duas fações opostas foram derrotadas por Joseph Stalin, que acabou por obter apoio suficiente dos membros de ambas as fações, através da aplicação de várias ideias formuladas pelos vários líderes das fações, nomeadamente de Leon Trotsky e Nikolai Bukharin.

## Definição
A teoria marxista define o centrismo como um "fenómeno transitório" que ocorre quando as lideranças políticas com um programa e método reformista, durante épocas revolucionárias e com base na pressão das massas e da própria organização, tendem a virar-se para a esquerda adquirindo uma fraseologia revolucionária, sem no entanto serem capazes de canalizar mobilizações em revoluções, não conseguindo passar de palavras a actos. Noutras ocasiões é expresso como o processo oposto, quando a liderança de um partido revolucionário degenera durante uma situação revolucionária e, na transição para posições reformistas, passa por uma fase centrista.
Leon Trotski, por outro lado, definiu o centrismo como "todas aquelas correntes do proletariado e da sua periferia (...) que se estendem entre o reformismo e o marxismo e que representam as mais diversas fases de desenvolvimento no caminho do reformismo ao marxismo, e vice-versa".
O próprio Lenin, ao escrever sobre as tarefas do proletariado, falou em 1917 sobre o centrismo: "Todo o centro jura e perjura que é marxista, internacionalista (...) A substância da questão é que o centro não está convencido da necessidade de uma revolução contra o seu próprio governo, não a defende, não conduz uma luta revolucionária intransigente, mas inventa, para se afastar dela, as desculpas mais triviais, porque soam como marxistas (...) O centro é composto por pessoas de rotina, corrompidas por uma legalidade podre, corrompidas pela atmosfera do parlamentarismo, etc. , de funcionários públicos habituados a posições confortáveis e a trabalhos silenciosos. Do ponto de vista histórico e económico, estes elementos não constituem um estrato social diferente, mas representam simplesmente a transição entre uma época já fechada do movimento operário, a época de 1871 a 1914, que foi frutuosa em muitos aspectos, especialmente na arte, necessária para o proletariado, da organização lenta, sistemática, constante, em grande escala e em grande escala, e uma nova época, que se tornou objectivamente necessária após a Primeira Guerra Mundial Imperialista, que abriu a época da revolução social"
Portanto, o centrismo tem, para os grupos trotskistas e correntes revolucionárias referenciadas no leninismo, um significado bastante pejorativo, uma vez que é descrito num sentido oportunista, já que sustenta a necessidade de uma revolução num futuro indeterminado, mas põe em marcha práticas reformistas, entretanto. Os socialistas libertários e anarquistas, por outro lado, tendem a ver qualquer reformismo como oportunismo político, porque consideram o reformismo incapaz de efectuar modificações estruturais na organização social. 

## Origens

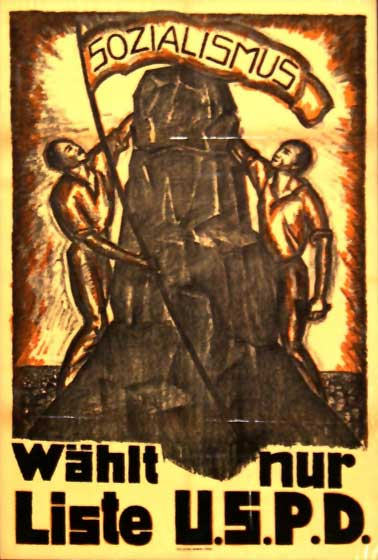
Manifesto Eleitoral da USPD

O termo, originalmente, referia-se ao centro marxista, sendo a corrente interna do Partido Social Democrata da Alemanha (SPD), que se agrupou em torno das figuras de Karl Kautsky e August Bebel, cujas posições foram controvertidamente e fortemente atacadas pela ala esquerda do partido, em torno de Rosa Luxemburgo e pela corrente comunista nascente. Os principais pontos de crítica foram o parlamentarismo crescente, a institucionalização do partido, e o reformismo, que era visto como oportunismo político. Como terceira via, o centro foi um ponto de referência para o austromarxismo de Otto Bauer. 

## Organizações internacionais

### União de Partidos Socialistas para a Ação Internacional
A União de Partidos Socialistas para a Ação Internacional, também conhecida como a Internacional de Viena e a Internacional 2½, foi uma organização internacional de partidos socialistas, activa entre Fevereiro de 1921 e Maio de 1923, tendo nascido com o objectivo exclusivo de unir o movimento operário, que acreditavam ter sido desmantelado após o nascimento da Internacional Comunista. A Internacional foi fundada a 27 de Fevereiro de 1921 em Viena pelo Partido Social-Democrata Independente da Alemanha, a Secção Francesa da Internacional Operária, o Partido Trabalhista Independente Britânico, o Partido Socialista Suíço, o Partido Socialista Independente Romeno e o Partido Social-Democrata da Áustria. Os partidos fundadores não foram reconhecidos nem na Segunda nem na Terceira Internacional. Em Abril de 1921, o Partido Socialista Operário Espanhol aderiu à Internacional. Em 1923, o Partido Socialista Revolucionário Russo também aderiu.

### Centro Marxista Revolucionário Internacional
O Centro Marxista Revolucionário Internacional (CMRI), também conhecido como London Bureau e International 3½, era uma associação de partidos socialistas de esquerda nascida em 1932, que não se reviam nem no reformismo socialista convencional nem no Stalinismo da Terceira Internacional. Durante um período, o CMRI esteve próximo das posições do movimento trotskista e da Oposição de Esquerda Internacional. O CMRI foi dissolvido em 1940.

## O centrismo na Itália
Algumas das correntes maximalistas do socialismo italiano, que durante um longo período histórico estiveram em maioria no Partido Socialista Italiano, enquanto noutros períodos estiveram em minoria ou parcialmente fora do partido (ver Partido Socialista Italiano de Unidade Proletária), evoluíram para as posições centristas do marxismo. 